# Machern
Machern é um município da Alemanha, situado no distrito de Leipzig, no estado da Saxônia. Tem 38,87 km² de área, e sua população em 2019 foi estimada em 6.723 habitantes.